# Raffaele Fitto
Raffaele Fitto (ur. 28 sierpnia 1969 w Maglie) – włoski polityk, prawnik, minister ds. regionalnych (2008–2011), minister ds. europejskich, spójności terytorialnej, PNRR i regionów południowych (2022–2024), wiceprzewodniczący Komisji Europejskiej (od 2024).

## Życiorys
Jego ojciec Salvatore Fitto był politykiem, pełnił funkcję prezydenta Apulii. Raffaele Fitto ukończył studia prawnicze na Uniwersytecie im. Aldo Moro w Bari. Podobnie jak ojciec zaangażował się w działalność polityczną w ramach Chrześcijańskiej Demokracji. Od 1990 zasiadał w radzie regionu Apulia. Po rozwiązaniu na skutek afer korupcyjnych partii chadeckiej przystąpił do centroprawicowego ugrupowania Forza Italia.
W 1995 powołano go na stanowisko wiceprezydenta regionu Apulia. Cztery lata później został wybrany do Parlamentu Europejskiego V kadencji. Z mandatu europosła zrezygnował już po roku, kiedy to wygrał wybory na urząd prezydenta Apulii. W 2005 Raffaele Fitto, wsparty przez ugrupowania rządzącego Domu Wolności, ubiegał się o reelekcję, jednak przegrał z komunistą Nichim Vendolą, wystawionym przez centrolewicową opozycję.
W tym samym roku objął stanowisko regionalnego koordynatora Forza Italia. W 2006 z listy FI oraz w 2008 i w 2013 z listy Ludu Wolności uzyskiwał mandat posła do Izby Deputowanych XV, XVI i XVII kadencji. 8 maja 2008 Silvio Berlusconi powierzył mu tekę ministra do spraw regionalnych w swoim czwartym rządzie. Funkcję tę pełnił do 16 listopada 2011. W 2014 z ramienia reaktywowanej Forza Italia ponownie wybrany do Europarlamentu.
W 2015 stanął na czele nowo powołanej prawicowej partii pod nazwą Conservatori e Riformisti. W 2017 na bazie m.in. tej formacji powołał ugrupowanie Direzione Italia. W 2019 utrzymał mandat eurodeputowanego na IX kadencję, kandydując z listy partii Bracia Włosi (gdy Giorgia Meloni zrezygnowała z jego objęcia). Powołany następnie na współprzewodniczącego Europejskich Konserwatystów i Reformatorów.
W 2022 ponownie wybrany do niższej izby włoskiego parlamentu. 22 października tegoż roku został ministrem bez teki w rządzie Giorgii Meloni, powierzono mu sprawy europejskie, spójności terytorialnej oraz planu odbudowy gospodarczej (PNRR), w listopadzie tegoż roku również kwestie regionów południowych.
W sierpniu 2024 został ogłoszony włoskim kandydatem na członka tworzonej wówczas Komisji Europejskiej. W nowej KE kierowanej przez Ursulę von der Leyen (z kadencją od 1 grudnia 2024) objął stanowisko wiceprzewodniczącego wykonawczego ds. spójności i reformy. W związku z tą nominacją zakończył pełnienie funkcji rządowej.